# Rody Benghezala
Rody Benghezala (parfois orthographié Rody Benghazala) est un acteur français. Il s’est fait connaître dans le rôle de Momo dans les séries télévisées L'École des passions et Studio des artistes et celui du Lieutenant Boudarou dans Les Vacances de l'amour. Il travaille dans la voix off et le doublage.
Il est également modèle pour la photographie et animateur de radio et de télévision.

## Filmographie

### Télévision
- 1996 : L'École des passions : Momo
- 1997-1998 : Les Vacances de l'amour : Lieutenant Boudarou
- 1997 : Studio des artistes : Momo
- 2000 : Passion assassine de Didier Delaître

## Doublage
Sources : RS Doublage, Anime News Network, Planète Jeunesse, Doublage Séries Database

### Cinéma

#### Films
- Rob Morgan dans :
  - The Last Black Man in San Francisco (2019) : James Sr.
  - Cut Throat City (2020) : Courtney
  - Don't Look Up : Déni cosmique (2021) : Dr Clayton « Teddy » Oglethorpe
  - Smile (2022) : Robert Talley

- Gbenga Akinnagbe dans :
  - Independence Day: Resurgence (2016) : l'agent Travis
  - All the Devil's Men (en) (2017) : Samuelson
  - Mon étoile solaire (2019) : Samuel Kingsley

- Louis Gossett Jr. dans :
  - Daddy's Little Girls (2007[7]) : Willie
  - Blue et Compagnie (2024) : Lewis, l'ours (voix)

- Roy Jones Jr. dans :
  - Match Retour (2014) : Roy Jones Jr.
  - Creed 2 (2018) : Roy Jones Jr.

- Yahya Abdul-Mateen II dans :
  - Baywatch : Alerte à Malibu (2017) : le Sergent Garner Ellerbee
  - Boundaries (2018) : Serg

- Colton Dunn dans :
  - Killing Hasselhoff (2017) : Redix
  - Les Potes (2018) : l'officier Higgins

- Laz Alonso dans :
  - Detroit (2017) : John Conyers
  - Un homme en colère (2021) : Carlos

- James Moses Black dans :
  - Alex & Me (en) (2018) : le coach Oz
  - Renfield (2023) : le capitaine J. Browning

- Mike Epps dans :
  - Death Wish (2018) : Dr Chris Salgado
  - Madame Web (2024) : O'Neil

- 1998[7] : He Got Game : Spivey (Jim Brown)
- 2014 : Comment tuer son boss 2 : Mike (Keegan-Michael Key)
- 2014 : Favelas : Marco (André Ramiro)
- 2015 : Entourage : lui-même (Thierry Henry)
- 2015 : Adult Beginners : conducteur (Guiesseppe Jones)
- 2015 : La Rage au ventre : l'inspecteur Miller (David Raine)
- 2015 : La Cinquième Vague : Parker (Derek Roberts)
- 2015 : Ant-Man : voix additionnelles
- 2016 : Kicks (en) : Ryan (Donté Clark)
- 2017 : Win It All : voix additionnelles
- 2018 : Black Panther : W'Kabi (Daniel Kaluuya)
- 2018 : American Nightmare 4 : Les Origines : le pasteur Carl Almory (Peter Johnson)
- 2019 : Ben is Back : Neal Beeby (Courtney B. Vance)
- 2019 : L'Incroyable Aventure de Bella : Mack (Broadus Mattison)
- 2019 : Une soirée avec Beverly Luff : Beverly Luff Linn (Craig Robinson)
- 2019 : Crypto : Earl (Jeremie Harris (en))
- 2019 : Brooklyn Affairs : le réformateur (Russell G. Jones)
- 2019 : Les Deux Papes : le cardinal Turkson (Sidney Cole)
- 2019 : Queen and Slim : le garagiste (Gralen Bryant Banks)
- 2019 : Quelqu'un de bien : Hype (RuPaul)
- 2020 : Bad Boys for Life : le pasteur du mariage (Keith Wheeler)
- 2020 : Da 5 Bloods : Frères de sang : Eddie (Norm Lewis)
- 2020 : Jingle Jangle : Un Noël enchanté : Jeronicus Jangle (Forest Whitaker)
- 2020 : Le Blues de Ma Rainey : Slow Drag (Michael Potts)
- 2020 : Wonder Woman 1984 : Leon (Mensah Bediako)
- 2021 : Free Guy : Joe (Naheem Garcia)
- 2021 : Respect : Martin Luther King Jr. (Gilbert Glenn Brown)
- 2021 : Venom: Let There Be Carnage : ? (?)
- 2021 : Clair-obscur : ? (?)
- 2021 : Meurtrie : Pops (Stephen McKinley Henderson)
- 2021 : Clifford : le chef de la police Watkins (Ty Jones)
- 2021 : One Shot : Tom Shields (Terence Maynard)
- 2022 : The 355 : Larry Marks (John Douglas Thompson (en))
- 2022 : The Batman : un présentateur des infos (Dean Meminger Jr.)
- 2022 : Nope : Otis Haywood Sr. (Keith David)
- 2022 : Me Time : Enfin seul ? : ? (?)
- 2022 : The Woman King : le père de Nawi [Qui ?]
- 2022 : Nos cœurs meurtris : le juge de la cour martiale (Leroy Edwards III)
- 2022 : La Proie du diable : père Quinn (Colin Salmon)
- 2022 : Noël tombe à pic : le shérif Borden (Antonio D. Charity)
- 2022 : I Wanna Dance With Somebody : John Houston (Clarke Peters)
- 2022 : Mad Heidi : Isaac (Leon Herbert (en))
- 2022 : Emmett Till : John Carthan (Frankie Faison)
- 2022 : Crawlspace : Jeff (Charles Jarman)
- 2023 : Creed 3 : lui-même (Tony Weeks) et voix additionnelles
- 2023 : Les Blancs ne savent pas sauter : Lamont (Slink Johnson (en))
- 2023 : L'Exorciste du Vatican : l'évêque Lumumba (Cornell John)
- 2023 : Les semaines miracle : Hicham (Sjaak)
- 2023 : Ils ont cloné Tyrone : Frog (Leon Lamar)
- 2023 : Alice : De l'esclavage à la liberté : Moses (Kenneth Farmer)
- 2023 : Reptile : Victor (Michael Beasley)
- 2023 : Fiction à l'américaine : Maynard (Richard Anthony Thomas)
- 2024 : The Underdoggs (en) : ? (?)
- 2024 : Shirley : Conrad Chisholm (Michael Cherrie)
- 2024 : La Planète des singes : Le Nouveau Royaume : Sylva (Eka Darville) (voix)
- 2024 : Le Livre de Clarence : Asher (Babs Olusanmokun)
- 2024 : Joker : Folie à deux : ? (?)
- 2025 : Almost Cops (nl) : Wilfred (Murth Mossel (nl))

#### Films d'animation
- 2017 : No Game No Life: Zero : Artosh
- 2018 : Scooby-Doo et Batman : L'Alliance des héros : Crimson Cloak, le professeur Milo
- 2018 : My Hero Academia: Two Heroes : Wolfram
- 2020 : LEGO Star Wars : Joyeuses Fêtes : Qui-Gon Jinn
- 2020 : Soul : Dez
- 2021 : Vivo : le chauffeur de bus
- 2021 : La Pat' Patrouille, le film : Gus
- 2021 : Mortal Kombat Legends: Battle of the Realms : Jax Briggs
- 2021 : Tout droit sortie de nulle part : Scooby-Doo rencontre Courage le chien froussard : le général
- 2021 : Retour au bercail : voix additionnelles
- 2022 : LEGO Star Wars : C'est l'été ! : Lando Calrissian
- 2022 : Entergalactic : Mr. Rager
- 2023 : Spider-Man : Across the Spider-Verse : l'épicier et voix additionnelles
- 2024 : Le Robot sauvage : Éclair[n 1]
- 2024 : Piece by Piece : Jon Platt (en)

### Télévision

#### Téléfilms
- Tom Pickett dans :
  - L'Ange secret de Noël (2020) : John Miller
  - Une famille cinq étoiles pour Noël (2020) : M. Donahue
  - Les Petits Miracles de Noël (2020) : Gordon Lansing

- Michael Brown dans :
  - L'Art de tomber amoureux (2019) : Wallace
  - Sous les coups de mon mari : L'Affaire Lorena Bobitt (2020) : l'officier Francis

- 2009 : Mariage en blanc : le révérend Jim (Leland J. Jones)
- 2012 : Six femmes (en) : le prêtre [Qui ?]
- 2013 : The Watsons Go to Birmingham : Daniel (Wood Harris)
- 2014 : Les Ondes de Noël : Morris (Terrence Carson (en))
- 2014 : Retour à Woodstock : Alex (Finesse Mitchell (en))
- 2014 : Beat Battle 2 : Place au nouveau son : Tyree (Jeff Pierre)
- 2015 : Une noble intention (nl) : Vedder (Gijs Scholten van Aschat)
- 2015 : Le Cadeau : Ron (Adam Lazarre-White)
- 2016 : Vol 192 : le marshal Adams (Chris Jai Alex)
- 2016 : Le Mariage de la dernière danse : Stan (Daniel Bacon)
- 2016 : All the Way : Stokely Carmichael (Mo McRae)
- 2016 : Une amitié contre les préjugés : Buddy (Joseph Stephens Jr.)
- 2020 : Un drôle de Noël : Henry Moss (Al Mitchell)
- 2021 : Comme dans un film romantique : Clyde Romano (K. Danor Gerald)
- 2021 : Le Come-Back de Noël : le principal Wilkes (Mark Kenneth Smaltz)
- 2022 : Meurtre à Noël : le lieutenant Parks (Kelcey Watson)
- 2022 : Trois frères, Noël et un couffin : le chef McKinley (Danny Wattley)
- 2023 : Mon bébé n'est pas à vendre ! : l'inspecteur Holmes (Christian Paul)

#### Séries télévisées
- Kevin Daniels dans (7 séries) :
  - Famous in Love (2017) : Ken Chapman (saison 1, épisode 3)
  - The Orville (2018-2019) : Locar (saison 2, épisodes 1 et 7)
  - Why Women Kill (2019) : Lamar (saison 1)
  - The Rookie : Le Flic de Los Angeles (2019) : l'officier Wilkie (saison 2, épisode 7)
  - Councils of Dads (en) (2020) : Peter Richards (7 épisodes)
  - The Big Leap (en) (2021) : Wayne Fontaine (11 épisodes)
  - Will Trent (2023) : Franklin (4 épisodes)

- Wayne Wilderson dans (4 séries) :
  - Angie Tribeca (2016) : Sousa (saison 2, épisode 9)
  - Veep (2016-2019) : Wayne (9 épisodes)
  - Very Bad Nanny (2017-2018) : le principal Gibbons (7 épisodes)
  - Young Sheldon (2019) : Dr Gilbert (saison 2, épisode 12)

- Ntare Mwine dans (4 séries) :
  - The Chi (2018-2020) : Ronnie Davis (30 épisodes)
  - Room 104 (2020) : Keir (saison 4, épisode 12)
  - Faux-semblants (2023) : Silas Jordan (mini-série)
  - Washington Black (en) (2025) : Gaius (mini-série)

- Geff Francis dans :
  - Meurtres au paradis (2015) : Hank Laymon (saison 4, épisode 6)
  - Killing Eve (2019) : John (saison 2, épisode 6)
  - Inspecteur Barnaby (2022) : William « Billy » Bevan (saison 23, épisode 2)

- James Vincent Meredith dans :
  - L'Exorciste (2016) : l'inspecteur Lawrence (saison 1)
  - Empire (2017) : Barry Husson (saison 3, épisode 18)
  - Fargo (2020) : Opal Rackley (saison 4)

- Dulé Hill dans :
  - Suits : Avocats sur mesure (2017-2019) : Alex Williams (35 épisodes)
  - Les Années coup de cœur (2021-2023) : Bill Williams (32 épisodes)
  - Good American Family (2025) : Brandon Drysdale (mini-série)

- Kwesi Ameyaw dans :
  - Riverdale (2017-2018) : Dr Masters (saison 2)
  - The InBetween (en) (2019) : le principal Switzer (épisode 4)
  - Debris (2021) : l'agent Reed (épisode 4)

- David Alan Grier dans :
  - The Resident (2019) : Lamar Broome (saison 3)
  - Joe Pickett (en) (2021-2023) : Vern Dunnegan (12 épisodes)
  - The Patient (2022) : Charlie Addison (mini-série)

- Davi Jay dans :
  - Treme (2010-2013) : Robinette
  - The Walking Dead (2014) : Tony

- Jaiden Kaine (en) dans :
  - Luke Cage (2016) : Zip (saison 1)
  - Valor (2017-2018) : Khalid Samatar (7 épisodes)

- Henry G. Sanders dans :
  - Hap and Leonard (2016-2017) : l'oncle Chester (6 épisodes)
  - DMZ (2022) : Cedric (mini-série)

- Tosin Morohunfola dans :
  - Chicago Med (2016-2018) : Dr Allen Vorspan (10 épisodes)
  - NCIS : Enquêtes spéciales (2019) : Dr Wayne Pershing (saison 17, épisode 5)

- Cyril Nri dans :
  - ABC contre Poirot (2018) : le Père Anselm (mini-série)
  - La Reine Charlotte : Un chapitre Bridgerton (2023) : Lord Danbury (mini-série)

- Michael Luwoye (en) dans :
  - The Gifted (2018-2019) : Erg (8 épisodes)
  - Nola Darling n'en fait qu'à sa tête (2019) : Olumide Owoye (saison 2)

- Wayne Brady dans :
  - Amour, Gloire et Beauté (2018-2019) : Dr Reese Buckingham (41 épisodes)
  - The Good Fight (2021-2022) : Del Cooper (6 épisodes)

- Glynn Turman dans :
  - Claws (2019) : Calvin (saison 3, épisodes 5 et 6)
  - Black Cake (en) (2023) : Charles Mitch (mini-série)

- Victor Williams dans :
  - The Good Lord Bird (2020) : Cocher Jim (mini-série)
  - Justified: City Primeval (2023) : Wendell Robinson (mini-série)

- Kevin Mambo (en) dans : 
  - Hit & Run (2021) : l'inspecteur Newkirk (4 épisodes)
  - Good Doctor (2022) : Brooks Mosey (saison 6, épisode 6)

- John Douglas Thompson (en) dans :
  - Mare of Easttown (2021) : le chef Carter (mini-série)
  - The Gilded Age (depuis 2022) : Arthur Scott

- Sello Maake Ka-Ncube (en) dans :
  - Blood Psalms (en) (2022) : Nkamanzu
  - Blood Legacy (en) (2024) : Vusi Ndlovu

- Charles Parnell dans :
  - Liens de sang (2022) : Alan (mini-série)
  - Butterfly (en) (2025) : le sénateur George Dawson

- Rob Morgan dans :
  - Les Experts : Vegas (2023) : Daniel Jordan (saison 2, épisodes 16 et 17)
  - Lawmen : L'Histoire de Bass Reeves (2023) : Ramsey (mini-série)

- 2007 : American Wives : Terrence Price (Clifton Powell)
- 2012 : True Blood : Tyrese (Johnny Ray Gill)
- 2012 : Veep : Paul Burton (Michael Mack)
- 2013 : Cleaners (en) : Tyree (Chris Jai Alex)
- 2014 : The Night Shift : Pvt. Bauder (Edwin Hodge)
- 2014 / 2016-2022 : The Walking Dead : Mike (Aldis Hodge) (saison 4, épisode 9) et le roi Ezekiel (en) (Khary Payton) (83 épisodes)
- 2015 : Perception : l'agent spécial William Parsons (Thom Barry)
- 2015 : Madam Secretary : Dr Travkin (Timothy D. Stickney (en)) (saison 1, épisode 17)
- 2015 : Suits : Avocats sur mesure : lui-même (Charles Barkley)
- 2015 : The Messengers : le capitaine Zack Barton (David House)
- 2015 : Empire : Tyree (James T. Alfred)
- 2015 : Pretty Little Liars : le présentateur des informations (Jay Jackson)
- 2015 : American Crime : le ministre Yousel (Shelton Jolivette)
- 2015 : The Leftovers : Virgil (Steven Williams)
- 2015-2016 : Amour, Gloire et Beauté : Dr Wolin (Mark Damon Espinoza)
- 2015-2017 : Ballers : lui-même (Victor Cruz) (saison 1) et Nate (Garth Henry) (11 épisodes)
- 2016 : Marvel : Les Agents du SHIELD : Nathi Zuma (Bayo Akinfemi)
- 2016 : Gotham : Henry Weaver (Christian Frazier)
- 2016 : The Night Shift : Harold (Jeremiah Birkett)
- 2016 : High Maintenance : le coiffeur (Ethan Herschenfeld)
- 2016 : Vampire Diaries : l'officier Albert (Kendrick Cross (en))
- 2016 : Girls : Tomasz (Seaton Smith)
- 2016 : Haters Back Off : Keith (Chaz Lamar Shepherd (en))
- 2016 : Angel from Hell : Walt (Phill Lewis)
- 2016 : New York, unité spéciale : l'inspecteur Anton Jefferson (J. D. Williams)
- 2016 : Scream Queens : Slade Hornborn (Roy Fegan (en))
- 2017 : Mr. Mercedes : le capitaine Duncan (Gilbert Glenn Brown) (saison 1, épisode 5)
- 2017-2018 : Midnight, Texas : Lemuel Bridger (Peter Mensah)
- 2017-2020 : Absentia : l'agent spécial Derek Crown (Christopher Colquhoun (en)) (30 épisodes)
- 2018-2021 : Mayans M.C. : Happy Lowman (David Labrava) (7 épisodes)
- 2019 : Swamp Thing : Delroy Tremayne (Al Mitchell) (5 épisodes)
- 2019 : Veronica Mars : Daniel Maloof (Mido Hamada (en)) (saison 4)
- 2019 : The I-Land : le professeur Verne (John Earl Jelks) (mini-série)
- 2019 : Flash : Trevor Shinick (Everick Golding) (4 épisodes)
- 2019 : Murder : Jeffrey Sykes (Terrell Clayton) (saison 5, épisodes 10, 14 et 15)
- 2019 : See : Lord Dune (Peter Bryant) (4 épisodes)
- 2019-2020 : Blacklist : Sadiq Asmal (Harold Surratt) (5 épisodes)
- 2019-2021 : The Witcher : Vilgefortz de Roggeveen (Mahesh Jadu (en)) (1re voix)
- 2019-2022 : All American : le pasteur Weeks (Daryl C. Brown) (4 épisodes)
- 2019-2023 : The Mandalorian : Greef Karga (Carl Weathers) (9 épisodes)
- depuis 2019 : Euphoria : Ali (Colman Domingo)
- depuis 2019 : Sistas : Calvin Rodney (Anthony Dalton)
- 2020 : Sneaker Addicts (en) : Sal (Selema Masekela (en)) (saison 1, épisode 3)
- 2020 : Tales from the Loop : Logan, le barman (Robert Nahum)
- 2021 : Mayor of Kingstown : Tim Weaver (Jason E. Kelley)
- 2021 : NCIS : Nouvelle-Orléans : Dennis Brogan (Allen Earls) (saison 7)
- 2021 : The Resident : Yee Austin (Michael Paul Chan) (2e voix, saison 4)
- 2021 : BMF : Pat (Wood Harris) (saison 1)
- 2021-2022 : Flatbush Misdemeanors (en) : Kareem (Kareem Green) (13 épisodes)
- 2021-2022 : City on a Hill : le révérend Isaiah Hughes (Leon Robinson)
- 2021-2022 : Chicago Med : le lieutenant Reginald Scott (Curtiss Cook) (4 épisodes)
- 2021-2024 : Superman et Loïs : Cobb Branden (Dee Jay Jackson) (17 épisodes)
- depuis 2021 : Abbott Elementary : M. Johnson (William Stanford Davis (en))
- 2022 : The Man Who Fell to Earth : Josiah Falls (Clarke Peters) (10 épisodes)
- 2022 : We Own This City : Jonathan Jones (Noah Silas) (mini-série)
- 2022 : She-Hulk : Avocate : Saracen (Terrence Clowe) (mini-série)
- 2022 : Inside Man : Dillon Kempton (Atkins Estimond) (mini-série)
- 2022 : Mood : ? (?)
- 2022 : Mo : Rich (Troy Anthony Hogan)
- 2022 : Blood and Water : Harold Grootboom (Tumisho Masha) (saison 3)
- 2022 : Entretien avec un vampire : M. Carlo (Tony Manna)
- 2022 : Andor : Clem Andor (Gary Beadle (en)) (saison 1)
- 2022 : Les Secrets de Sulphur Springs : Elijah Tremont (Robert Ray Manning Jr.) (saison 2)
- depuis 2022 : Star Trek : Strange New Worlds : Dr M'Benga (Babs Olusanmokun)
- 2023 : La Folle Histoire du monde 2 : Conrad Chisholm (Colton Dunn) (mini-série)
- 2023 : Minx : Pete (Aaron Coleman)
- 2023 : Le Pouvoir : ? (?)
- 2023 : Swarm : le père de Rashida (Norm Lewis)
- 2023 : The Crowded Room : le juge (Charles Dumas) (mini-série)
- 2023 : Only Murders in the Building : le responsable des entrées à la cérémonie de Benjamin Glenroy [Qui ?] (saison 3, épisode 2)
- 2023 : And Just Like That... : Lawrence Todd (Billy Dee Williams) (saison 2, épisode 4)
- 2023 : Found : Darrell Wallace (Dwight Hicks (en)) (saison 1, épisode 10)
- 2024 : Mon petit renne : Greggsy (Michael Wildman) (mini-série)
- 2024 : Derrière la façade (en) : Dr Jim Henderson (Thomas Fowler)
- 2024 : English Teacher : le directeur académique Boone (Darryl W. Handy)
- 2025 : Tu me manques (en) : Clint Donovan (Lenny Henry) (mini-série)
- 2025 : Zero Day : ? (?) (mini-série)
- 2025 : La Résidence : Larry Dokes (Isiah Whitlock Jr.) (mini-série)
- 2025 : Complicités : Eddie (Oberon K. A. Adjepong) (mini-série)
- 2025 : Sandman : Bernard « Bernie » Capax [Qui ?]

#### Séries d'animation
- depuis 2012[n 2] : Kingdom : Heki
- 2014[n 3] : JoJo's Bizarre Adventure : Stardust Crusaders : Mohammed Avdol
- 2015 / 2022 : Overlord : Khajit et Go Gin
- 2018-2020 : Baki : Spec
- 2019 : One Punch Man : Bakuzan
- 2019-2020 : Bugs ! Une production Looney Tunes : voix diverses
- 2020 : Scooby-Doo et Compagnie : John Lupointe (saison 2, épisode 2)
- 2020 : Baby Boss : Les affaires reprennent : Dr Kevin
- 2020 : Craig de la crique : le narrateur
- 2020-2021 : Transformers : La trilogie de la Guerre pour Cybertron : Optimus Prime
- depuis 2020 : Star Trek: Lower Decks : l'amiral Freeman
- 2021 : What If...? : O'Bengh (saison 1, épisode 4)
- 2021 : Jujutsu Kaisen : Juzo Kumiya
- 2021 : Yasuke : voix additionnelles
- 2021 : Fonce, toutou, fonce ! : P'pa
- 2021 : Les Maîtres de l'univers : Révélation : Grayskull
- 2021 : La Ligue des justiciers : Nouvelle Génération : M'att Morzz (saison 4), Muhammed Nassour (saison 4, épisode 11) et Charlie Daggett (saison 4, épisodes 12 et 13)
- 2021 : Fairfax (en) : voix additionnelles
- depuis 2021 : Invincible : Black Samson[n 4]
- 2022 : Orient - Samurai Quest : Tatsuomi Uesugi
- 2022 : Spriggan (en) : « Little Boy »
- depuis 2022 : Bugs Bunny Constructeurs : Hector le bouledogue et M. Ulule
- 2023 : Mulligan (en) : TOD-209
- 2023 : Baki Hanma : Ozma
- 2023 : Noble New World Adventures : le roi de Terra Esfort
- 2024 : Iwájú : Bode DeSousa
- 2024 : Exploding Kittens (en) : Aslandeus, Kevin et l'agent Brown
- 2024 : Batman, le justicier masqué : Arnold Flass[n 5]
- 2025 : Votre fidèle serviteur Spider-Man : M. Lincoln[n 6]

### Jeux vidéo
- 2017 : Prey : Dayo Igwe
- 2019 : Anthem : le commandant Vale
- 2021 : Ratchet and Clank: Rift Apart : voix additionnelles
- 2022 : Horizon Forbidden West : Lawan
- 2023 : Hogwarts Legacy : L'Héritage de Poudlard : Thomas Brown
- 2023 : Starfield : ?
- 2023 : Assassin's Creed Mirage : Beshi
- 2024 : Banishers: Ghosts of New Eden : Ismail Law et le messager